# Leucocosmia euthusa
Leucocosmia euthusa là một loài bướm đêm trong họ Noctuidae.